# Olivetti Lettera 10
La Olivetti Lettera 10 è una macchina per scrivere portatile prodotta dalla Olivetti e commercializzata a partire dal 1979.

## La macchina per scrivere
La Lettera 10, assieme alla gemella Lettera 12, fu disegnata nel 1978 da Mario Bellini. Come le precedenti Lettera 25, Lettera 35 e Dora, riprende meccanicamente la Lettera 32, uscita nel 1963 e progettata da Marcello Nizzoli. 

## Meccanica
Con la meccanica derivata da quella della Lettera 32, dalla quale si distingue per l'adozione di un telaio in plastica (così come la carrozzeria, in ABS) per ridurne il costo di produzione e quindi il prezzo di listino, la Olivetti Lettera 10 è una macchina per scrivere con leve di scrittura a pressione. Ogni volta che viene premuto un tasto di scrittura il martelletto corrispondente, tramite il meccanismo cinematico, imprime sul foglio il carattere mediante l'interposizione di un nastro inchiostrato. Questa macchina per scrivere si distingue dalle altre portatili Olivetti per l'adozione di una cartuccia nastro monocolore, disponibile in diverse tinte, denominata Lettercart (non più in produzione) in luogo del classico nastro bicolore avvolto su bobine, per semplificarne la sostituzione. Questa soluzione fu alla base del contenuto successo commerciale di questo modello, poiché queste cartucce avevano una durata molto limitata nel tempo.

## Tastiera
La versione italiana della macchina utilizza il layout QZERTY, anche se sono state prodotte versioni con disposizioni differenti di tasti a seconda della lingua a cui erano rivolte. I tasti alfanumerici sono 44 per un totale di 88 segni. Oltre a questi, la tastiera include una barra spaziatrice, due tasti per impostare le lettere maiuscole, un tasto di blocco delle maiuscole, una levetta per poter oltrepassare i margini impostati e un tasto per retrocedere di un carattere. Non è presente il dispositivo incolonnatore, di cui è invece dotata la gemella Lettera 12, contestualmente al ripetitore automatico per la barra spaziatrice.
L'insieme dei caratteri a disposizione ha evidenti mancanze: non è presente il tasto col numero zero, che si ottiene digitando la O (o) maiuscola; mancano inoltre i tasti per le vocali accentate maiuscole usate nella lingua italiana, che andavano sostituite dalle lettere normali seguite dall'apostrofo. Questa tipologia di soluzioni era piuttosto comune nelle macchine per scrivere dell'epoca. È invece presente, diversamente dalla maggior parte delle altre portatili, il tasto 1.